# Milkrun
A Milkrun egy optimalizálási tervezet, ami a Supply Chain (beszállítói lánc) szállítmányozását, költségeit valamit a retúrszállítmányozási folyamatot optimalizálja. A szállítmányozáson felül a milkrun bevezetése a gyártó vállalatoknál is egyre inkább elterjedt. Az ott jelentkező magas anyagmozgatási teljesítmény - hasonlóan a szállítmányozáshoz - jelentősen csökkenthető.

## Történeti származás
A tervezet a tradicionális amerikai "tejesfiú" mintájára készült, aki a tejesüvegek kiszállításánál az üresüvegeket mindig magával vitte. A folyamat felhasználása lehetővé teszi a szállítmányozási költségek csökkentését.

## Elv
A "Milkrun" elgondolás a Vevő és a szállítmányozó cég pontos tervezésére alapszik. A cél egyértelműen költségek megtakarítása úgy, hogy a szállítmányozó cég a vevő más áruit is visszaviszi magával. Ez a folyamat például egy italkereskedésben megvalósítható, ugyanis amikor egy kereskedő árut kap, ugyanazzal a szállítással az üresüvegeket vissza tudja küldeni. Ha ez a körfolyamat gondosan megtervezett és a szállítási mennyiség állandó, akkor a terhelési kihasználtságot átlagosan 90%-kal lehet tervezni. Ahhoz, hogy ezt el lehessen érni, pontos idő-, útvonaltervet kell készíteni. Minden eltérés időeltolódáshoz vezet, ami felboríthatja a teljes rendszert. Ezért is nagyon fontos a pontos információ közlése illetve minden apró elérést (pl.: késés, mennyiség eltérés) haladéktalanul továbbítani kell.
A gyártó és termelő vállalatoknál a változó mennyiségű anyag-utánpótlását biztosító rendszer. Az időzítés minden esetben előre meghatározott (menetrendszerű), ellenben a mennyiség az aktuális fogyás függvényében változó. A milkrun bevezetése a komplex rendszereknél szimulációs előtervezést igényel, mely alapján kalkulálhatóak a milkrun paraméterei, mint az indítás időpontja és mennyisége. Ezen felül a milkrun kocsik személyre szabott tervezése sem elengedhetetlen kérdés, hiszen minél inkább az igényre tervezzük a húzott kocsikat, annál hatékonyabban történhet az alapanyag-göngyöleg csere.